# 南康德站
南康德站（韓語：남강덕역）是朝鮮民主主義人民共和國咸镜北道清津市松坪区域的一個鐵路車站，属于平罗线和康德线。

## 邻近车站
平羅線
羅南站 - 南康德站 - 松坪站
康德線
南康德站 - 康德站